# Secretaría de la Defensa Nacional
La Secretaría de la Defensa Nacional de Mèxic és, juntament amb la Secretària de Marina, la Secretaria d'Estat encarregada de la defensa de Mèxic i de l'educació militar. Té la seu en la colònia Manuel Àvila Camacho, delegació Miguel Hidalgo, Ciutat de Mèxic.
La Secretaría de la Defensa Nacional organitza, administra i prepara l'Exèrcit i Força Aèria mexicanes desplegades al llarg del país i que té entre les seves missions “Defensar la integritat, la independència i la sobirania de la nació”; amb una visió capaç de fer front a amenaces externes i internes, que posin en risc la consecució i/o manteniment dels objectius nacionals.

## Denominacions anteriors

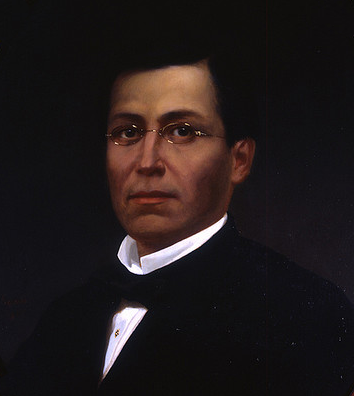
Gral. Ignacio Zaragoza, 1861

Des de la seva creació la Secretaria ha tingut les següents denominacions:
- (1821 - 1884): Ministerio de Guerra y Marina
- (1884 - 1937): Secretaría de Guerra y Marina
- (1937 -): Secretaría de la Defensa Nacional

## Organigrama
Per dur a terme aquestes funcions la Secretaria de la Defensa Nacional compta amb les següents dependències:

### Oficina del Secretari de la Defensa Nacional
- Dirección General de Administración.
- Dirección General de Comunicación Social.
- Dirección General de Industria Militar.
- Dirección General de Fábricas de Vestuario y Equipo.

### Subsecretaria de la Defensa Nacional
- Dirección General de Infantería.
- Dirección General de Caballería.
- Dirección General de Artillería.
- Dirección General del Arma Blindada.
- Dirección General de Defensas Rurales.
- Dirección General de Ingenieros.
- Dirección General de Transmisiones.
- Dirección General de Materiales de Guerra.
- Dirección General de Transportes Militares
- Dirección General de Sanidad.
- Dirección General de Informática.
- Dirección General de Educación Militar y Rectoría de la Universidad del Ejército y Fuerza Aérea.
- Dirección General del Registro Federal de Armas de Fuego y Control de Explosivos.
- Dirección General de Derechos Humanos.
- Dirección General de Adiestramiento.
- Dirección General de Control y Confianza.
- Dirección General de Búsqueda y Rescate.

### Estat Major de la Defensa Nacional
- Subjefatura Operativa del E.M.D.N.
- Subjefatura Administrativa y Logística del E.M.D.N.
- Subjefatura de Doctrina Militar del E.M.D.N.
- Subjefatura de Inteligencia Militar del E.M.D.N.
  - Primera Sección (S-1, Recursos Humanos)
  - Segunda Sección (S-2, Inteligencia)
  - Tercera Sección (S-3, Operaciones)
  - Cuarta Sección (S-4, Logística)
  - Quinta Sección (S-5, Planes Estratégicos)
  - Sexta Sección (S-6, Educación y Doctrina Militar)
  - Séptima Sección (S-7, Operaciones Contra el Narcotráfico)

### Oficialia Major de la Defensa Nacional
- Dirección General de Personal.
- Dirección General del Servicio Militar Nacional.
- Dirección General de Cartografía.
- Dirección General de Archivo e Historia.
- Dirección General de Seguridad Social Militar.
- Dirección General de Justicia Militar.
- Dirección General de Intendencia.

### Comandància de la Força Aèria
- Jefatura de Estado Mayor de la Fuerza Aérea.
  - Subjefatura Administrativa del Estado Mayor de la Fuerza Aérea.
  - Subjefatura Operativa del Estado Mayor de la Fuerza Aérea.
- Dirección de Abastecimiento de Material Aéreo.
- Dirección de Control Militar de Vuelos.
- Dirección de Mantenimiento de Material Aéreo.
- Dirección de Material Aéreo Electrónico.
- Dirección de Material Bélico de la Fuerza Aérea.
- Dirección del Servicio Meteorológico.

### Inspecció i Controlaria General de l'Exèrcit i Força Aèria
- Subinspección y Controlaría General del Ejército y Fuerza Aérea.
  - Oficina Administrativa de la Inspección y Controlaría.
  - Sección Técnica de la Inspección y Controlaría.

### Òrgans delFuero de Guerra
- Supremo Tribunal Militar.
- Procuraduría General de Justicia Militar.
  - Policía Judicial Militar.
- Juzgados Militares.
- Cuerpo de Defensores de Oficio.

## Sistema Educatiu Militar
El sistema educatiu militar representa un dels pilars fonamentals de l'eficiència operativa de l'Exèrcit i Força Aèria Mexicans, la base per a la correcta canalització de l'educació militar són les premisses i normes contingudes en el pla nacional d'educació, les quals brinden un ferm sustento per a l'evolució i desenvolupament.
Aquest sistema és dirigit i accionat per la Secretaria de la Defensa Nacional a través de la Direcció general d'Educació Militar i Rectoria de la Universitat de l'Exèrcit i Força Aèria, el constitueixen col·legis, escoles, centres d'estudi i diversos cursos d'aplicació, capacitació i perfeccionament; la seva estructura administrativa i acadèmica està orientada a cobrir les necessitats que té l'Exèrcit i Força Aèria per desenvolupar coneixements humanístics, militars, científics i tècnics de nivell superior, de capacitació, actualització, aplicació i de perfeccionament.
Així mateix, el sistema educatiu militar defineix l'estructura de la ruta professional al fet que ha de respondre la formació i perfils dels recursos humans, es materialitza mitjançant el trànsit militar per les diferents institucions educatives i permet mantenir permanentment actualitzats des del soldat fins al general, ja que la disposició d'escoles i cursos de formació, capacitació, aplicació, perfeccionament, actualització i de l'especialitat permet capacitar-se en cada jerarquia que s'obtingui en les funcions específiques que s'hauran d'exercir, estant organitzat amb els següents planters educatius militars:
Universidad del Ejército y Fuerza Aérea
Colegios:
- Colegio de Defensa Nacional;
- Heroico Colegio Militar;
- Colegio del Aire:
  - Escuela Militar de Aviación;
  - Escuela Militar de Mantenimiento y Abastecimiento, y
  - Escuela Militar de Especialistas de Fuerza Aérea.

Escuelas:
- Escuela Militar de Graduados de Sanidad;
- Escuela Superior de Guerra;
- Escuela Militar de Ingenieros;
- Escuela Médico Militar;
- Escuela Militar de Odontología;
- Escuela Militar de Oficiales de Sanidad;
- Escuela Militar de Enfermeras;
- Escuela Militar de Transmisiones;
- Escuela Militar de Materiales de Guerra;
- Escuela Militar de Clases de las Armas;
- Escuela Militar de Tropas Especialistas de la Fuerza Aérea;
- Escuela Militar de Clases de Transmisiones;
- Escuela Militar de Clases de Sanidad;
- Escuela Militar de Aplicación de las Armas y Servicios;
- Escuela Militar de Aplicación Aerotáctica de la Fuerza Aérea;
- Escuela Militar de Tiro;
- Escuela Militar de los Servicios de Administración e Intendencia;
- Escuela Militar de Capacitación de Tropas del Servicio de Ingenieros, y
- Escuela Militar del Servicio de Transportes.

Centros de Estudios:
- Centro de Estudios de Idiomas del Ejército y Fuerza Aérea, y
- Centro de Estudios del Ejército y Fuerza Aérea:
  - Escuela Militar de Administración Militar y Pública;
  - Escuela Militar de Administración de Recursos Humanos;
  - Escuela Militar de Inteligencia, y
  - Escuela Militar de Logística.

Centro de Capacitación Virtual.
Unidades – Escuela:
- Ochenta y Un Batallón de Infantería y Escuela Militar de Infantería;
- Quinto Regimiento de Caballería Motorizado y Escuela Militar de Caballería;
- Primer Regimiento de Artillería y Escuela Militar de Artillería;
- Noveno Regimiento Blindado de Reconocimiento y Escuela Militar de Blindaje;
- Primer Batallón de Ingenieros de Combate y Escuela Militar de Ingenieros de Combate, y
- Primer Batallón de Transmisiones y Escuela Militar del Servicio de Transmisiones.

## Llista de Secretaris de la Defensa Nacional de Mèxic

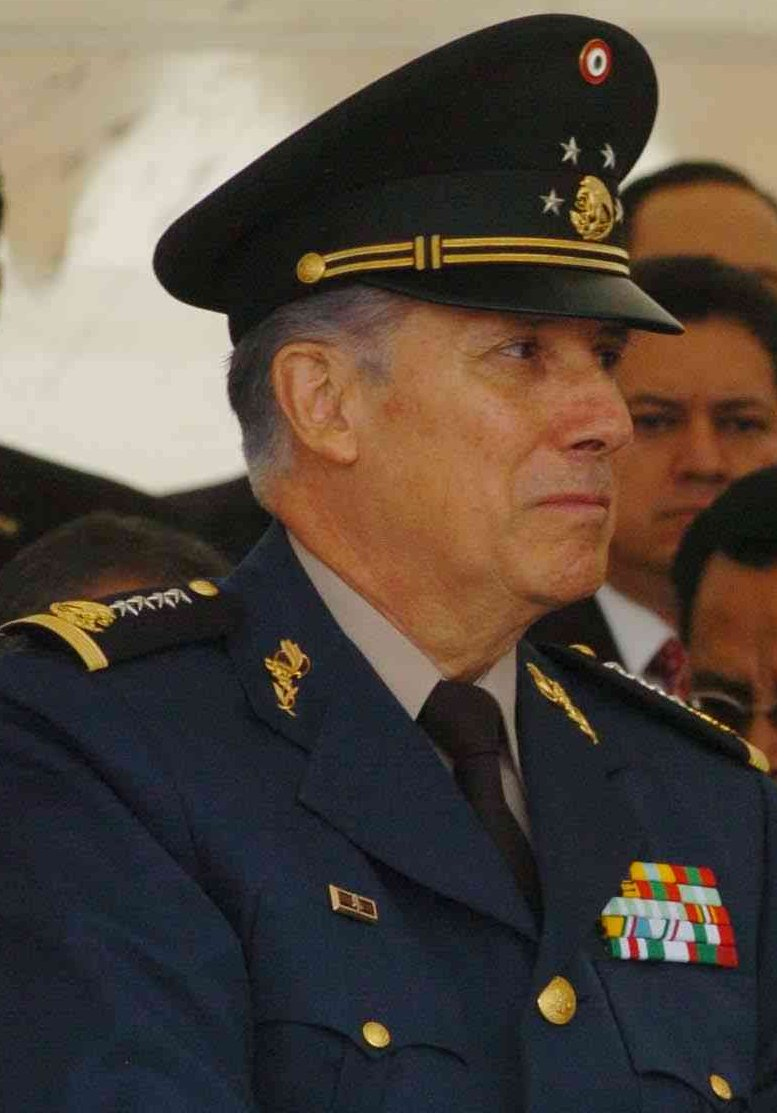
Gral. Gerardo Clemente Ricardo Vega García, 2000-2006

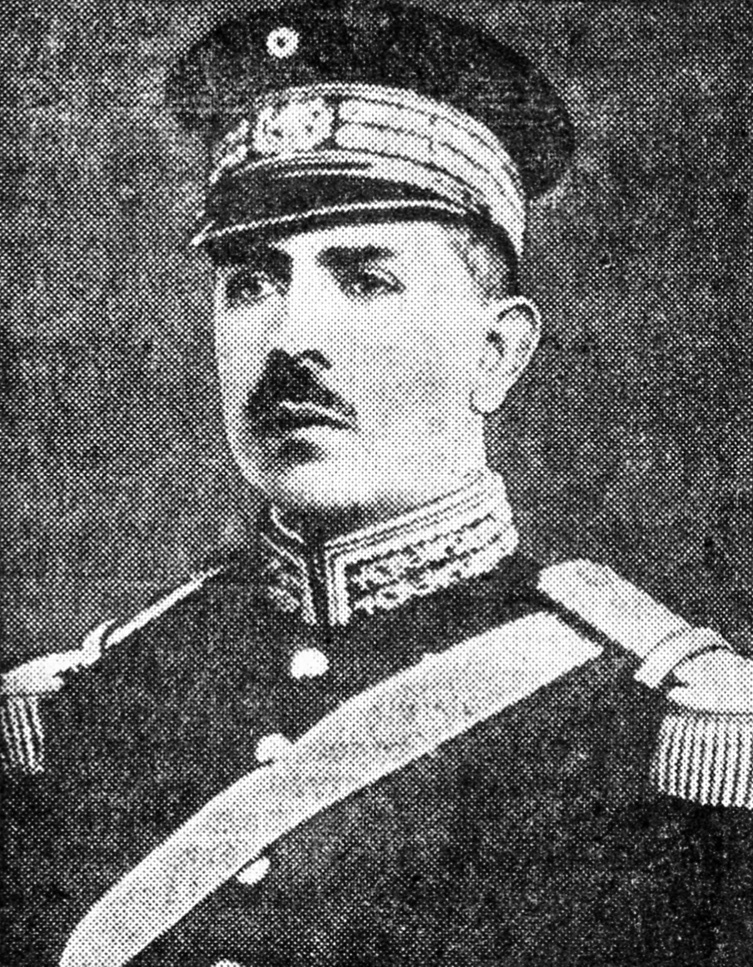
Lázaro Cárdenas, 1933

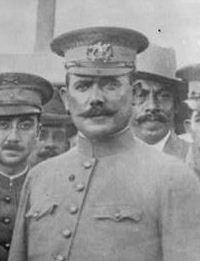
Álvaro Obregón, 1916-1917

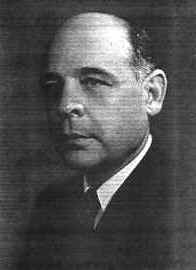
Abelardo Rodríguez, 1932

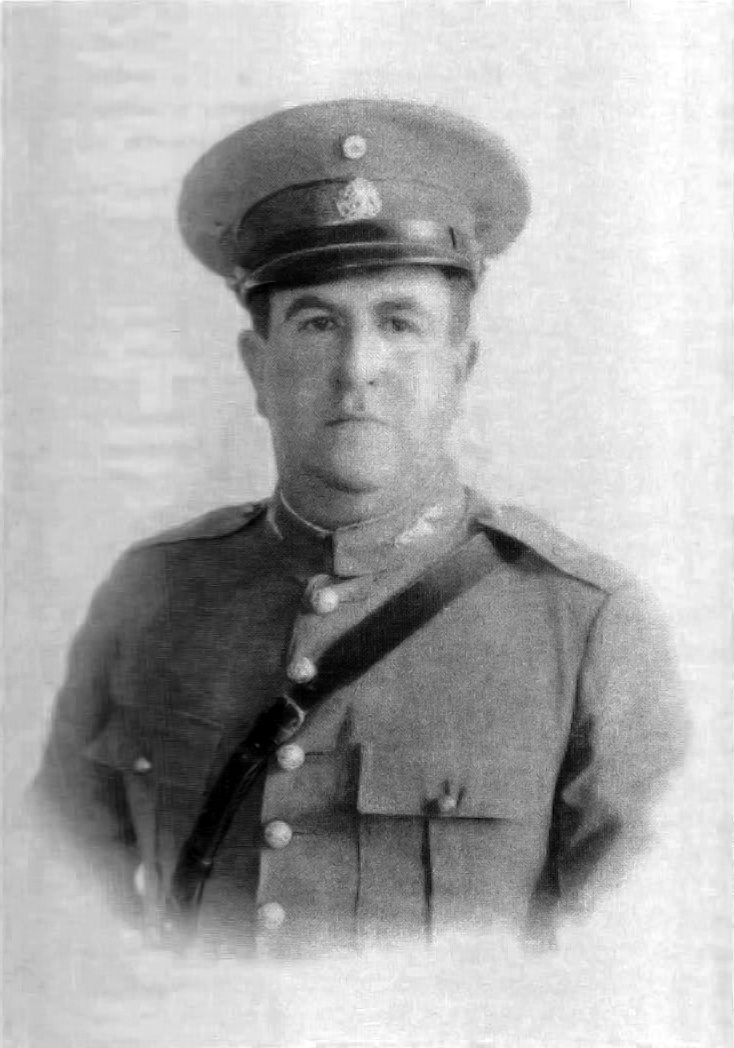
Manuel Ávila Camacho, 1936-1939

| Secretario                                     | Mandat    | President                   | Presidència |
| ---------------------------------------------- | --------- | --------------------------- | ----------- |
| Pedro Hinojosa                                 | 1884-1896 | Porfirio Díaz               | 1884-1911   |
| Felipe Berriozábal                             | 1896-1900 | Porfirio Díaz               | 1884-1911   |
| Bernardo Reyes                                 | 1900-1902 | Porfirio Díaz               | 1884-1911   |
| Francisco Z. Mena                              | 1903-1905 | Porfirio Díaz               | 1884-1911   |
| Manuel González Cosío                          | 1905-1911 | Porfirio Díaz               | 1884-1911   |
| Eugenio Rascón                                 | 1911      | Francisco León de la Barra  | 1911        |
| José González Salas                            | 1911      | Francisco León de la Barra  | 1911        |
| José González Salas                            | 1911-1912 | Francisco I. Madero         | 1911-1913   |
| Ángel García Peña                              | 1912-1913 | Francisco I. Madero         | 1911-1913   |
| Manuel Mondragón                               | 1913      | Victoriano Huerta           | 1913-1914   |
| Aureliano Blanquet                             | 1913-1914 | Victoriano Huerta           | 1913-1914   |
| José Refugio Velasco                           | 1914      | Victoriano Huerta           | 1913-1914   |
| José Refugio Velasco                           | 1914      | Francisco Carvajal          | 1914        |
| José Isabel Robles                             | 1914-1915 | Eulalio Gutiérrez Ortiz     | 1914-1915   |
| Alfredo Serratos                               | 1915      | Roque González Garza        | 1915        |
| Francisco V. Pacheco                           | 1915      | Roque González Garza        | 1915        |
| Eduardo Hay                                    | 1914      | Venustiano Carranza         | 1917-1920   |
| Jacinto B. Treviño                             | 1914      | Venustiano Carranza         | 1917-1920   |
| Ignacio L. Pesqueira                           | 1914-1916 | Venustiano Carranza         | 1917-1920   |
| Álvaro Obregón                                 | 1916-1917 | Venustiano Carranza         | 1917-1920   |
| Jesús Agustín Castro                           | 1917-1918 | Venustiano Carranza         | 1917-1920   |
| Juan José Ríos                                 | 1918-1920 | Venustiano Carranza         | 1917-1920   |
| Francisco L. Urquizo                           | 1920      | Venustiano Carranza         | 1917-1920   |
| Plutarco Elías Calles                          | 1920      | Adolfo de la Huerta         | 1920        |
| Benjamín Hill                                  | 1920      | Álvaro Obregón              | 1920-1924   |
| Enrique Estrada                                | 1920-1922 | Álvaro Obregón              | 1920-1924   |
| Francisco R. Serrano                           | 1922-1924 | Álvaro Obregón              | 1920-1924   |
| Joaquín Amaro                                  | 1924-1928 | Plutarco Elías Calles       | 1924-1928   |
| Joaquín Amaro                                  | 1928-1930 | Emilio Portes Gil           | 1928-1930   |
| Joaquín Amaro                                  | 1930-1931 | Pascual Ortiz Rubio         | 1930-1932   |
| Plutarco Elías Calles                          | 1931-1932 | Pascual Ortiz Rubio         | 1930-1932   |
| Abelardo L. Rodríguez                          | 1932      | Pascual Ortiz Rubio         | 1930-1932   |
| Pablo Quiroga Escamilla                        | 1932-1933 | Abelardo L. Rodríguez       | 1932-1934   |
| Lázaro Cárdenas del Río                        | 1933      | Abelardo L. Rodríguez       | 1932-1934   |
| Pablo Quiroga Escamilla                        | 1933-1934 | Abelardo L. Rodríguez       | 1932-1934   |
| Pablo Quiroga Escamilla                        | 1934-1935 | Lázaro Cárdenas del Río     | 1934-1940   |
| Andrés Figueroa Figueroa                       | 1935-1936 | Lázaro Cárdenas del Río     | 1934-1940   |
| Secretario / Secretaria de la Defensa Nacional |           | Lázaro Cárdenas del Río     | 1934-1940   |
| Manuel Ávila Camacho                           | 1936-1939 | Lázaro Cárdenas del Río     | 1934-1940   |
| Jesús Agustín Castro                           | 1939-1940 | Lázaro Cárdenas del Río     | 1934-1940   |
| Pablo Macías Valenzuela                        | 1940-1942 | Manuel Ávila Camacho        | 1940-1946   |
| Lázaro Cárdenas del Río                        | 1942-1945 | Manuel Ávila Camacho        | 1940-1946   |
| Francisco L. Urquizo                           | 1945-1946 | Manuel Ávila Camacho        | 1940-1946   |
| Gilberto R. Limón                              | 1946-1952 | Miguel Alemán               | 1946-1952   |
| Matías Ramos                                   | 1952-1958 | Adolfo Ruiz Cortines        | 1952-1958   |
| Agustín Olachea                                | 1958-1964 | Adolfo López Mateos         | 1958-1964   |
| Marcelino García Barragán                      | 1964-1970 | Gustavo Díaz Ordaz          | 1964-1970   |
| Hermenegildo Cuenca Díaz                       | 1970-1976 | Luis Echeverría             | 1970-1976   |
| Félix Galván López                             | 1976-1982 | José López Portillo         | 1976-1982   |
| Juan Arévalo Gardoqui                          | 1982-1988 | Miguel de la Madrid         | 1982-1988   |
| Antonio Riviello Bazán                         | 1988-1994 | Carlos Salinas de Gortari   | 1988-1994   |
| Enrique Cervantes Aguirre                      | 1994-2000 | Ernesto Zedillo             | 1994-2000   |
| Gerardo Clemente Ricardo Vega García           | 2000-2006 | Vicente Fox                 | 2000-2006   |
| Guillermo Galván Galván                        | 2006-2012 | Felipe Calderón Hinojosa    | 2006-2012   |
| Salvador Cienfuegos Zepeda                     | 2012-2018 | Enrique Peña Nieto          | 2012-2018   |
| Luis Cresencio Sandoval                        | 2018–2024 | Andrés Manuel López Obrador | 2018–2024   |
| Ricardo Trevilla Trejo                         | 2024–     | Claudia Sheinbaum           | 2024–       |

## Marc jurídic
- Ley Orgánica del Ejército y Fuerza Aérea Mexicanos
- Ley de Disciplina del Ejército y Fuerza Aérea Mexicanos
- Ley de Ascensos y Recompensas del Ejército y Fuerza Aérea Mexicanos
- Ley que crea la Universidad del Ejército y Fuerza Aérea
- Ley del Instituto de Seguridad Social para las Fuerzas Armadas Mexicanas
- Ley del Servicio Militar
- Ley Federal de Armas de Fuego y Explosivos
- Ley Orgánica del Banco Nacional del Ejército, Fuerza Aérea y Armada
- Ley sobre el Escudo, la Bandera y el Himno Nacionales
- Código de Justicia Militar
- Ley de Educación Militar del Ejército y Fuerza Aérea Mexicanos
- Ley para la Comprobación, Ajuste y Computo de Servicios en el Ejército y Fuerza Aérea Mexicanos